# Conistra glabra
Conistra glabra là một loài bướm đêm trong họ Noctuidae.